# Покрајина Северни Хорасан
Покрајина Северни Корасан (перс. استان خراسان شمالی, Ostān-e Khorāsān-e Shomālī) је једна од покрајина Ирана, од 31 иранске покрајине. Настала је 2004. године раздвајањем Хорасана на три покрајине. Налази се на сјевероистоку земље, граничи се са Разави Хорасаном са истока и југоистока, Покрајином Семнан на југозападу, Голестаном са запада, док се са сјевера граничи са Туркменистаном . Сјеверни Хорасан се простире на 28.434 km², а према попису становништва из 2011. године у покрајини је живјело 811.572 становника. Сједиште Сјеверног Хорасана је у граду Боџнурд.